# 刀根駅
刀根駅（とねえき）は、福井県敦賀市刀根に存在した日本国有鉄道（国鉄）柳ヶ瀬線の駅である。

## 概要
北陸本線の信号場として開設されたものが、駅に昇格したのが当駅である。
刀根村の東側に設けられていた柳ヶ瀬トンネルの両端にはそれぞれ信号場が設けられたが、刀根信号場は刀根村の中心にあることから、早々に駅に昇格した（もう片方も後に雁ヶ谷駅となる）。また、この駅は山の斜面の中腹にあり、本線が25パーミルの勾配となったことから、スイッチバック駅となった。
柳ヶ瀬トンネル刀根側ポータルは本線時代より度重なる水害、雪害に遭い、幾度となく改修工事が繰り返された。柳ヶ瀬トンネル刀根側ポータル - 刀根駅の大半および小刀根トンネル - 麻生口の南半分あたりはもともとは谷川が流れていた地点の河原に橋梁を架けていたため、水害によってごっそり崩落したこともあり、戦前に既に大幅に造成されていた。なお、現在は平らかな道路と化している。

## 歴史
- 1882年（明治15年）3月10日：国有鉄道刀根駅（初代）が開業[1]。
- 1885年（明治18年）3月16日：刀根駅（初代）廃止[1]。
- 1913年（大正2年）4月1日：初代駅とほぼ同地点に、国有鉄道北陸本線の刀根信号所開設[1]。
- 1916年（大正5年）12月25日：駅に昇格、2代目となる刀根駅（一般駅）が開業[1]。
- 1957年（昭和32年）10月1日：木ノ本 - 敦賀間の現行線開通に伴い、所属線を柳ヶ瀬線に変更[2]。同時に貨物・荷物の取扱を廃止、駅員無配置の旅客駅となる[2]。
- 1964年（昭和39年）5月11日：柳ヶ瀬線廃線に伴い廃止[1]。

## 駅構造
集落を見下ろす、山の斜面の中腹に設けられた。
北陸本線時代は、スイッチバックの引き込み線上にある島式ホーム1面2線を持つ地上駅であった。その両端にそれぞれ側線が設けられていた。引き込み線には雪よけが設けられ、保線設備もあった。
刀根駅に停車しない下り列車は引き込み線に入る必要がなく、そのまま本線上を通過した。これは新保駅と同様である。
柳ヶ瀬線時代にスイッチバックは解消され、本線上に島式ホームが設けられた。

## 利用状況
| 年度               | 1日平均乗車人員 |
| ------------------ | --------------- |
| 1957年（昭和33年） | 95              |
| 1958年（昭和34年） |                 |
| 1959年（昭和35年） |                 |
| 1960年（昭和36年） | 112             |
| 1961年（昭和36年） | 98              |
| 1962年（昭和37年） | 137             |
| 1963年（昭和38年） | 132             |
| 1964年（昭和39年） | 153             |

## 駅跡地
跡地は1977年（昭和52年）に北陸自動車道が開通した際、刀根パーキングエリア下り方面に転用された。
現在、完全な形で現存する鉄道トンネルとしては日本最古である小刀根トンネル付近は、かろうじて当時のまま残存している。刀根駅跡は北陸自動車道建設の際に開削され、駅跡を思わせるものすら判別できない。また、刀根トンネルは道路転用後に拡幅され原形を留めていない。柳ヶ瀬トンネル付近のスノーシェッドから刀根駅までの径路も北陸自動車道が建設された後は原形を留めていない。

## 隣の駅
日本国有鉄道
柳ヶ瀬線
雁ヶ谷駅 - 刀根駅 - 疋田駅